# Hombourg-Bas
Pour les articles homonymes, voir Hombourg.
Hombourg-Bas est un quartier de Hombourg-Haut et une ancienne commune de la Moselle ayant existé de 1802 à 1811.

## Histoire
Hombourg-Bas faisait partie de la communauté et de la paroisse de Hombourg-Haut avant 1790. Il en fut séparé de 1802 jusqu'au 19 mars 1811, période durant laquelle Hombourg-Bas était un chef-lieu communal.

## Démographie
| 1793  | 1800 | 1806 |
| ----- | ---- | ---- |
| 1 500 | 302  | 355  |

## Lieux et monuments
- La Chapelle Saint-Nicolas. Édifice mentionné au XVIIe siècle ; détruit pendant la guerre de Trente Ans ; reconstruit en 1716 ; démoli complètement et reconstruit sur les fondations anciennes en 1937.
- Les Vestiges du Château de Hombourg-Bas.